# Antonio Savaresi
Antonio Mario Timoleone Savaresi (Napoli, 1773 – Napoli, 1830) è stato un medico italiano originario del Regno di Napoli.
Dopo aver servito nelle armate francesi in Italia, in Egitto e alla Martinica, divenne medico in capo delle armate del Regno di Napoli e un celebre scienziato.

## Biografia

### Da Napoli all'esilio
Antonio Mario Timoleone Savaresi nacque a Napoli il 10 settembre 1773. Era il fratello minore del medico e mineralogista Andrea Savaresi. All'inizio degli anni novanta del Settecento iniziò a studiare medicina nella sua città natale. Tra i suoi maestri vi furono Domenico Cirillo, Domenico Cotugno, Vincenzo Petagna, Niccolò Andria e Antonio Sementini. Quando le idee della Rivoluzione francese iniziarono a circolare anche nella penisola italiana, Savaresi – come del resto anche altri scienziati quali Carlo Lauberg e Annibale Giordano – aderì ad una rete clandestina che mirava a rovesciare la monarchia . Nel 1794 la cospirazione fu scoperta e Savaresi fuggì ad Oneglia. Questa enclave sabauda sulla costa ligure era stata occupata dalle armate francesi e - essendo stata affidata all'amministrazione del rivoluzionario toscano Filippo Buonarroti - per alcuni mesi divenne un centro di rifugio per gli esuli repubblicani italiani. 

### In Italia, in Egitto e nei Caraibi
Savaresi fu immediatamente reclutato dall'esercito francese, che aveva un bisogno urgente di personale medico. Iniziava così la sua carriera di medico militare. Dal 1796 al 1798 partecipò alla Campagna d'Italia (1796-1797) e alla conquista dello Stato pontificio. Da Roma fu distaccato all'armée d’Orient e prese parte alla conquista di Malta e alla Campagna d'Egitto (1798-1801), inizialmente diretta dal generale Napoleone Bonaparte. Servì a Damietta, al Cairo, a Salhiya e ad Alessandria d'Egitto e partecipò alla battaglia delle Piramidi e alla battaglia (terrestre) di Abukir. 
Rientrato in Francia, nel 1802 fu mandato sull'isola della Martinica, dove servì negli ospedali militari di Saint-Pierre e di Fort-de-France e dove fu promosso al grado di medico in capo. Durante il viaggio di ritorno verso l'Europa, fu catturato da corsari britannici e dovette passare dagli Stati Uniti, l'Inghilterra e i Paesi Bassi.

### Di nuovo a Napoli
Nel 1805 fu assegnato alle truppe francesi in Italia e prese parte alla conquista del Regno di Napoli. Rientrato in patria, Savaresi divenne medico in capo delle armate del Regno di Napoli. Svolse un ruolo centrale nello sviluppo delle infrastrutture ospedaliere e dei servizi sanitari delle forze armate  e divenne un noto scienziato. In seguito alla Restaurazione borbonica, cercò di dissimulare il suo passato da rivoluzionario, asserendo che negli anni novanta del Settecento aveva lasciato Napoli per studiare medicina a Montpellier. Morì a Napoli nel 1830. 

## L'opera scientifica
Savaresi pubblicò numerosi articoli e trattati su questioni mediche, antropologiche e botaniche, collocando le proprie osservazioni empiriche nel quadro di dottrine scientifiche contemporanee. Combinò l'approccio neo-ippocratico sul ruolo patogenico dell'ambiente (dottrina miasmatico-umorale) con le teorie più recenti del medico scozzese John Brown (1735-1788). Secondo quest'ultimo, la salute sarebbe fondamentalmente il risultato di un equilibrio interno dell'“eccitabilità” umana, mentre le malattie risulterebbero da una stimolazione eccessiva o insufficiente. Mentre la teoria brunoniana non godeva di molti sostenitori tra i medici francesi, era molto popolare tra i giovani medici repubblicani italiani, che la consideravano come une dottrina scientifica rivoluzionaria. Benché il sistema di Brown fosse contrario alla medicina ippocratica e alla dottrina miasmatico-umorale, Savaresi combinò questi approcci divergenti, nel tentativo di capire e curare le malattie con cui fu confrontato nel corso della sua carriera. 
Seguendo le istruzioni del medico in capo dell'esercito francese in Egitto, René-Nicolas Dufriche Desgenettes, Savaresi tra l'altro adottò il genere epistemico delle topografie mediche e scrisse dei rapporti dettagliati sulle correlazioni (supposte) tra caratteristiche ambientali e patologiche di certe regioni egiziane, sviluppando anche delle proposte igieniche volte a prevenire delle crisi epidemiche. A differenza di molti medici suoi contemporanei, che erano dei anti-contagionisti radicali, Savaresi riconosceva che – in certe circostanze – determinate malattie (come ad esempio la peste) potevano essere trasmesse in via contagiosa da un essere umano ad un altro. Savaresi fu un fautore del razzismo scientifico ed era convinto della superiorità della scienza occidentale rispetto alle “tradizioni mediche indigene”. Ciononostante, Savaresi si appropriò in maniera selettiva dei saperi terapeutici egiziani e creoli, allo scopo di (tentare di) curare la peste, l'oftalmia e la febbre gialla. I suoi scritti circolarono ampiamente tra i medici francesi e britannici. Complessivamente, la sua medicina era caratterizzata da un forte ecletticismo.

## Opere
- « Essai sur la topographie physique et médicale de Damiette », La Décade égyptienne, 2, an VIII (1799/1800), 85-90.
- « Observations sur les maladies qui ont régné à Damiette dans le premier semestre de l’an 7 », La Décade égyptienne, 2, an VIII (1799/1800), 122-127.
- « Description et traitement de l’ophtalmie d’Egypte », La Décade égyptienne, 2, an VIII (1799/1800), 159-165.
- « Notice sur la topographie physique et médicale de Ssalehhyéeh », », La Décade égyptienne, 3, an VIII (1799/1800), 96-100.
- Descrizione dell’oftalmia di Egitto, col metodo curativo della medesima, Cairo, Imprimerie nationale, an VIII (1799/1800).
- Mémoires et opuscules physiques et médicaux sur l’Égypte, Paris, P. Didot, an X – 1802.
- Histoire médicale de l’armée de Naples, Paris, Migneret, 1807.
- « Saggio sull’istoria naturale della Martinicca », Giornale enciclopedico di Napoli, 2/4, 1807, 11-28, and 2/7, 1807, 49-71.
- Memorie ed opuscoli fisici e medici sull’Egitto, Naples, Domenico Sangiacomo, 1808.
- De la fièvre jaune en général; et particulièrement de celle qui a régné à la Martinique en l’an XI et XII (1803 et 1804), avec des Observations sur les autres Maladies de cette Ile ou des Antilles, et un Essai sur son Histoire naturelle, Naples, Imprimerie française, 1809.
- « Préparation de l’opium à la manière des Égyptiens », Bulletin de pharmacie, 1, 1809, 362-364, (with Joseph-Victor Saxe).
- « Osservazioni mediche e notizie storiche intorno alle digitali lutea e purpurea », Atti del Real Istituto d’Incoraggiamento alle Scienze Naturali di Napoli, 2, 1818, 183-199.
- « Memoria sul carattere fisico e naturale de’ creoli di America, sia della specie bianca, sia della nera », Atti della Reale Accademia delle scienze, sezione della Società Reale borbonica, 1, 1819, 243-270.
- « Memoria sulla composizione e sugli effetti di uno sciroppo antisifilitico molto usitato », Giornale enciclopedico di Napoli, II serie, 15/2, 1821, 138-172 and 15/3, 1821, 3-26.